# Балдур фон Ширах
 Балдур Бенедикт фон Ширах (Берлин, 9. мај 1907 — Крев, 8. август 1974) био је нацистички политичар, вођа организације Хитлерјугенд, гаулајтер Беча.
НСДАП-у се прикључио 1925. године пошто је постао фасциниран Хитлером (Кершо пише да је наводно прочитао Мајн Кампф за једно вече). Ускоро је постао вођа нацистичког студентског покрета и нацистичке омладине. 1933. именован је за челника Хитлерјугенда. Био је и официр у Штурмабтајлунгу са чином, еквивалент генерал-мајору.
За време рата организовао је депортације немачке деце из подручја савезничког бомбардовања. Добровољно се пријавио за учествовање у походу на Француску где је награђен Гвозденим крстом. Од 1940. па до краја рата је био гаулајтер Беча. Иако је био антисемита и организовао депортације Јевреја, с временом је постао критичан према нацистичкој политици у погледу Јевреја и становника источне Европе. Због тога је изгубио Хитлерову наклоност.
Предао се 1945. године. Био је учесник првог дела Нирнбершког судског процеса. Покајао се за своја дела, одслужио 20 година и након изласка из затвора повукао се на југ Немачке. 1974. године издао је мемоаре: „Веровао сам у Хитлера“. Умро је 1974. у 67. години живота. Био је ожењен и имао четворо деце. Од жене се развео 1950. док је био у затвору.